# Gerson Díaz Mendoza
Gerson Diomar Díaz Mendoza (Caracas, 11 de febrero de 1972) es un exfutbolista venezolano, que durante su carrera jugaba como centrocampista.

## Carrera

### Clubes
Nacido en Caracas, Díaz comenzó su carrera futbolística ingresando en las filas del equipo titular de la ciudad, primero en sus categorías juveniles y luego pasando a su plantel oficial en 1989. Jugó para el equipo capitalino durante sus primeras temporadas en la Primera División. Con dicha institución tuvo una destacada actuación que le permitió lograr el primer campeonato en la temporada 1991-1992. En la temporada siguiente el equipo llegó al tercer lugar, pero clasificó a la Copa Conmebol 1993. Allí, Díaz marcó en el partido de vuelta frente al Unión Atlético Táchira. Posteriormente, Díaz consiguió el máximo trofeo en las Copas Venezuela de 1993 y 1994, y en las temporadas de Primera División de 1993-1994 y 1994-1995. La victoria del Caracas en 1994 le granjeó su asistencia a la Copa Libertadores 1995, anotando dos goles en los partidos de ida y vuelta de las semifinales ante el Sporting Cristal de Perú.
En 1995 fue fichado por el Club Deportivo Mandiyú. Luego de estar un año con el equipo argentino, volvió al Caracas. Allí volvería a resultar campeón con el conjunto avileño al culminar la temporada 1996-1997. Dos años más tarde fue transferido al Deportivo Italchacao, también con sede en la ciudad capital. Fue con este equipo que culminó su carrera futbolística luego de una temporada.

### Selección nacional
La actuación de Díaz en el Caracas le valió ser convocado por primera vez a la selección venezolana de fútbol en 1993, debutando en dos partidos amistosos frente a Perú y Colombia. Sin embargo, volvería a la plantilla nacional en 1995 para unos encuentros amistosos y para ser parte de la nómina oficial venezolana para la Copa América de ese año.
En 1996 fue titular en varios partidos jugados en el marco de las clasificatorias de Conmebol para la Copa Mundial de 1998, marcando el gol del descuento en el partido de ida contra Perú en Lima, y al año siguiente volvió a integrar el plantel oficial que disputó la Copa América 1997.
Díaz finalizó su participación con la selección nacional al terminar el certamen clasificatorio a la Copa Mundial, totalizando 25 partidos y dos goles para la «vinotinto».

## Palmarés

### Campeonatos nacionales
| Título                        | Club    | País      | Año       |
| ----------------------------- | ------- | --------- | --------- |
| Primera División de Venezuela | Caracas | Venezuela | 1991-1992 |
| Copa Venezuela                | Caracas | Venezuela | 1993      |
| Primera División de Venezuela | Caracas | Venezuela | 1993-1994 |
| Copa Venezuela                | Caracas | Venezuela | 1994      |
| Primera División de Venezuela | Caracas | Venezuela | 1994-1995 |
| Primera División de Venezuela | Caracas | Venezuela | 1996-1997 |